# Narodni park Severni Velebit
Narodni park Severni Velebit (hrv. Nacionalni park Sjeverni Velebit) je narodni park, ki leži na gorskem grebenu Velebita (Hrvaška).
Park na eni strani omejujejo naselja ob Velebitskem kanalu, v notranjosti pa zaselki Oltari, Štirovaća in Krasno Polje, kjer je tudi uprava parka. Do Krasnega Polja vodi cesta Otočac - Sveti Juraj. Park ima površino 109 km², za narodni park pa je bil razglašen 2. junija 1999.
Raznovrstnost kraške pokrajine, rastlin in živalskega sveta so samo del posebne slike tega območja. Znotraj parka se nahajajo še dodatni stogo varovani rezervati: Hajdučki kukovi, Rožanski kukovi, Lukina jama - ena od najglobjih podzemnih jam na svetu (odkrita leta 1999), botanična rezervata Visibaba in Zavižanj-Balinovac-Velika kosa in Veliki botanični vrt. Na tem območju, ki predstavlja specifičen geomorfološki fenomen, so do sedaj odkrili okoli 150 podzemnih jam.